# Ronove

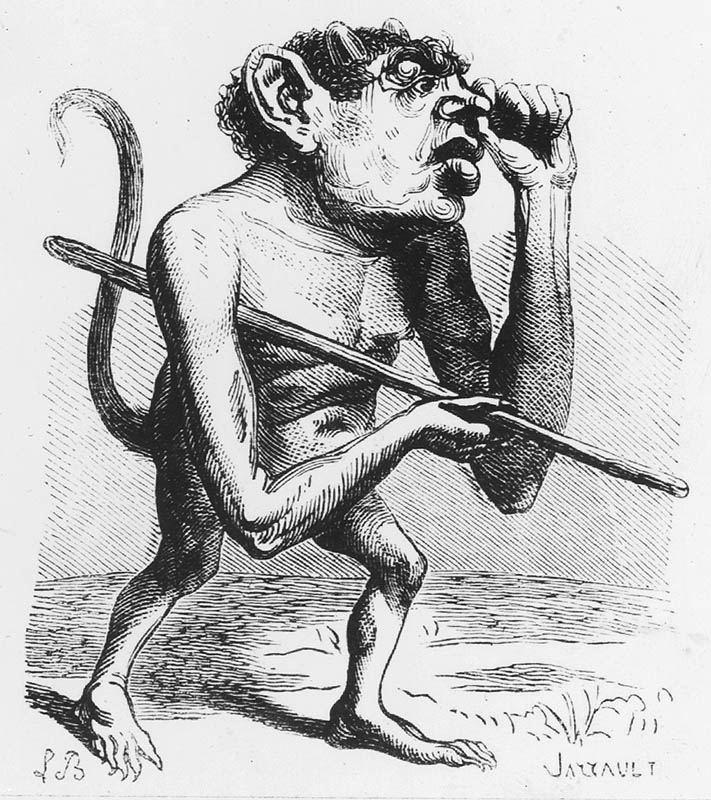
Ronove como se le representa en Dictionnaire Infernal

En demonología, Ronove es un Marqués y Gran Conde del Infierno, comandando veinte legiones de demonios. Enseña Retórica, idiomas, proporciona buenos y leales sirvientes y favores con amigos y enemigos. 
Es representado como un monstruo sosteniendo un báculo, sin detallar su apariencia. También es conocido como un interesado por las almas viejas; a menudo venía a la Tierra para segar almas de humanos decrépitos y animales cercanos a la muerte.
Otros nombres: Roneve, Ronové, Ronwe.